# Movimiento Comunista de Aragón
El Movimiento Comunista de Aragón (MCA) fue un partido político español de ámbito territorial aragonés, fruto de la regionalización del Movimiento Comunista de España (MCE) en Aragón que acabaría repercutiendo en sus siglas. 

## Historia
Fue fundado en 1972 mediante la fusión de la Organización Comunista de Zaragoza (OCZ), surgida a partir del Frente de Liberación Popular (FLP), y otros grupos de menor importancia. Ideológicamente era de corte maoísta y ejercía como federación aragonesa del Movimiento Comunista de España, en 1977 cambiaría sus siglas para pasar a denominarse Movimiento Comunista de Aragón (MCA). Durante los años 72-73, en la clandestinidad, crean los Comités de Estudiantes Revolucionarios de Zaragoza en la Universidad de Zaragoza para formar políticamente y movilizar a los estudiantes universitarios, así como los CEEM (Comités de Estudiantes de Enseñanza Media) en enseñanza media, con una gran implantación en la ciudad de Zaragoza y sus institutos y facultades. Posteriormente crearon las MJCA (movimiento de juventudes comunistas de Aragón) que en 1977 pasaron a llamarse JAR (Juventudes Aragonesas Revolucionarias)
En 1991 se fusionó a la Liga Comunista Revolucionaria para crear un movimiento político, social y cultural llamado Liberación, renunciando a aspirar a participar en la política institucional.
Entre la militancia histórica del MCA cabe destacar a Mercedes Gallizo por su relevancia política posterior en IU, PDNI y PSOE. Fue candidata al Senado en 1979 por el MCA.

## Órganos de expresión
Como publicaciones exclusivas de ámbito aragonés publicaba La Voz del Campo y Aragón Obrero y Campesino, además de la publicación de ámbito español Servir al Pueblo.

## Resultados electorales
- Elecciones generales de 1977: Concurrió junto con el Partido Carlista y a independientes en la coalición Frente Autonomista Aragonés (FAA), presentando candidatura en la circunscripción electoral de la provincia de Zaragoza. Obtuvo los siguientes resultados:

| Fecha               | Votos | % provincia Zaragoza | % Aragón | % España |
| ------------------- | ----- | -------------------- | -------- | -------- |
| 15 de junio de 1977 | 4.906 | 1,11                 | 0,74     | 0,03     |

- Elecciones generales de 1979: Concurrió en coalición con la Organización de Izquierda Comunista (OIC) presentando candidaturas en las tres circunscripciones electorales aragonesas para el Congreso, y en dos (Huesca y Zaragoza) para el Senado. La coalición entre ambos partidos no sólo se dio en Aragón sino que fue común a  toda España bajo el nombre Movimiento Comunista-Organización de Izquierda Comunista (MC-OIC).

- Para el Congreso obtuvo los siguientes resultados:

| Fecha | Votos provincia Huesca | %    | Dipu- tados | Votos provincia Teruel | %    | Dipu- tados | Votos provincia Zaragoza | %    | Dipu- tados | Votos total Aragón | %    | Dipu- tados | Votos total España | %    | Dipu- tados |
| ----- | ---------------------- | ---- | ----------- | ---------------------- | ---- | ----------- | ------------------------ | ---- | ----------- | ------------------ | ---- | ----------- | ------------------ | ---- | ----------- |
| 1979  | 1.038                  | 0,88 | -           | 249                    | 0,29 | -           | 2.747                    | 0,65 | -           | 4.034              | 0,64 | -           | 84.856             | 0,47 | -           |

- Y para el Senado los siguientes:

| Candidato del MC-OIC         | Circunscripción electoral | Votos | Elegida | Posición  |
| ---------------------------- | ------------------------- | ----- | ------- | --------- |
| Alícia Francisca Mas Arrondo | Huesca                    | 1.350 | no      | 17º de 25 |
| Mercedes Gallizo             | Zaragoza                  | 6.332 | no      | 25º de 35 |

- Elecciones municipales de 1979: Fusionado con la OIC (tanto en Aragón como en el resto de España) y bajo las siglas MCA (en Aragón) presentó candidaturas en cinco municipios, las tres capitales más la ciudad oscense de Jaca y la zaragozana de Calatayud, obteniendo unos buenos resultados al lograr un acta de concejal en la capital oscense, y otros seis concejales repartidos entre Calatayud y Jaca. En Zaragoza, lograron buenos resultados aunque no alcanzaron el 5% necesario para poder optar a un acta quedándose por tanto fuera del Ayuntamiento. Los resultados fueron los siguientes:

| Municipio | Provincia | Votos | %     | Concejales |
| --------- | --------- | ----- | ----- | ---------- |
| Calatayud | Zaragoza  | 1.784 | 22,80 | 4          |
| Huesca    | Huesca    | 1.002 | 5,80  | 1          |
| Jaca      | Huesca    | 805   | 16,02 | 2          |
| Teruel    | Teruel    | 102   | 0,82  | 0          |
| Zaragoza  | Zaragoza  | 9.883 | 4,24  | 0          |